# Chesneya quinata
Chesneya quinata är en ärtväxtart som beskrevs av Aleksandr Aleksandrovitj Fjodorov. Chesneya quinata ingår i släktet Chesneya och familjen ärtväxter. Inga underarter finns listade i Catalogue of Life.